# Pottheinrich
Pottheinrich ist eine Hofschaft von Halver im Märkischen Kreis im Regierungsbezirk Arnsberg in Nordrhein-Westfalen (Deutschland).

## Lage und Beschreibung
Pottheinrich liegt auf 367 m ü. NHN im östlichen Halver nördlich von Ehringhausen. Weitere Nachbarorte sind  Grünewald, Berge, Schmidtsiepen, Mittelherweg, Vömmelbach und Oberbrügge.
Der Ort ist über eine Verbindungsstraße zwischen der Bundesstraße 229 und der Landesstraße 892 zu erreichen, die von Heesfeld nach Schmidtsiepen führt und auch Berge und Neuenhaus anbindet. Nördlich von Berge erhebt sich mit 409 Meter über Normalnull der Raffelnberg, westlich mit 401,6 m ü. NHN der Brehenberg. Im Ort entspringt die Kleine Schlemme, ein Zufluss der Schlemme.

## Geschichte
Die Besiedlung des Umfelds von Pottheinrich kann aufgrund von Funden nordwestlich des Ortes bereits in die Mittelsteinzeit datiert werden. Erstmals urkundlich erwähnt wurde Pottheinrich 1656, die Entstehungszeit der heutigen Siedlung wird aber im Zeitraum zwischen 1400 und 1500 in der Folge der späten mittelalterlichen Ausbauperiode vermutet. Pottheinrich ist ein Abspliss der Hofschaft Mittelherweg.
1818 lebten neun Einwohner im Ort. 1838 gehörte Pottheinrich als Potthenrich der Ehringhauser Bauerschaft innerhalb der Bürgermeisterei Halver an. Der laut der Ortschafts- und Entfernungs-Tabelle des Regierungs-Bezirks Arnsberg als Hof kategorisierte Ort besaß zu dieser Zeit zwei Wohnhäuser, eine Fabrik bzw. Mühle und ein landwirtschaftliches Gebäude. Zu dieser Zeit lebten zwölf Einwohner im Ort, allesamt evangelischen Glaubens.
Das Gemeindelexikon für die Provinz Westfalen von 1887 gibt eine Zahl von 16 Einwohnern an, die in zwei Wohnhäusern lebten.
Seit dem Frühmittelalter (nach anderen Angaben seit vorgeschichtlicher Zeit) führte an Pottheinrich eine bedeutende Altstraße von Köln über Wipperfürth, Halver, Lüdenscheid, Werdohl und Arnsberg nach Soest vorbei, ein Handels-, Pilger- und Heerweg.